# مروان (اسم)
مروان هو اسم علم مُذكر عربي، وهو نسبة إلى «المَرْو» والذي واحدته مروة وهيَ الحجارة الصلبة والتي تعرف بالصوّان؛ الذي يُقدح به الزند، لترسل شرر النار. والمَرو أيضًا هو اسم جنسٍ من نبات الريحان، وقد تُسمى به الإناث، فيصبحُ: مروانة.

## الشخصيات
- مروان بن أبي حفصة المتوفي عام 182هـ، وهو شاعر عباسي فحل.
- مروان بن الحكم بن أبي العاص الأموي القرشي، وهو رابع خلفاء الدولة الأموية (2 هـ-65 هـ / 28 مارس 623 - 7 مايو 685 م) في دمشق. (حكم: 64 هـ-65 هـ/683-685م)، ومؤسس الدولة الأموية الثانية.
- مروان البرغوثي، سياسي فلسطيني.
- مروان خوري من مواليد (3 فبراير 1968م)، وهو مغني لبناني الأصل، وكاتب وملحن.
- مروان مخول، شاعر فلسطيني.
- مروان الشماخ، لاعب كرة قدم مغربي.
- مروان صواف مذيع سوري شهير
- مروان فيلايني لاعب كرة قدم بلجيكي.
- مروان حامد مخرج مصري
- مروان محسن لاعب كره قدم